# FC Taipei Vikings
Der Football Club Taipei Vikings, auch einfach FC Vikings genannt, ist ein Fußballverein aus Taipeh in Taiwan. Aktuell, Stand Januar 2025, spielt der Verein in der zweiten Liga, der Taiwan Second Division.

## Geschichte
Der Verein wurde 2010 gegründet. Die Saison 2024 spielte der Verein in der ersten Liga. Am Ende der Saison musste man als Tabellenletzter wieder in die zweite Liga absteigen.

## Stadion
Seine Heimspiele trägt der Verein im Taipei Municipal Stadium in Taipeh aus. Das Stadion hat ein Fassungsvermögen von 20.000 Personen.

## Trainerchronik
| Trainer        | von              | bis               |
| -------------- | ---------------- | ----------------- |
| Shu-Sheng Shih | 1. Juli 2020     | 31. Dezember 2020 |
| Hin-Fung Chu   | 1. Januar 2021   | 31. Dezember 2021 |
| Tin-Wai Chan   | 1. Januar 2022   | 31. Dezember 2022 |
| Oliver Harley  | 16. Februar 2023 | 17. April 2024    |
| Yuan-Shuo Hao  | 18. April 2024   | 16. Dezember 2024 |

## Saisonplatzierung
| Saison | Liga                           | Level | Platz |
| ------ | ------------------------------ | ----- | ----- |
| 2024   | Taiwan Football Premier League | 1     | 8. ▼  |